# Brodarovec
Brodarovec – wieś w Chorwacji, w żupanii varażdińskiej, w gminie Maruševec. W 2011 roku liczyła 202 mieszkańców.